# Toxometra nomima
Toxometra nomima is een haarster uit de familie Antedonidae.
De wetenschappelijke naam van de soort werd in 1938 gepubliceerd door Hubert Lyman Clark. Het epitheton "nomima" (uit het Grieks: νομιμος) betekent volgens Clark "conventioneel" in de zin dat deze soort het best de algemene kenmerken van het (nieuw door hem beschreven) geslacht Monilimetra vertoonde. Clark wees deze soort aan als het type van het geslacht.